# Bolxaia Ierba
Bolxaia Ierba (en rus: Большая Ерба) és un poble de la República de Khakàssia, a Rússia, que en el cens del 2010 tenia 828 habitants. Pertany al districte de Bograd.